# Albo härad
Albo härad var ett härad i sydöstra Skåne, dåvarande Kristianstads län, utgör i dag de norra delarna av Tomelilla och Simrishamns kommuner. Häradets areal var 303,05 kvadratkilometer varav 303,05 land.   Häradets tingsställe låg i Brösarp fram till 1892, då Albo och Gärds härader bildade ett gemensamt tingslag med säte i Degeberga.

## Namnet
Namnet skrevs 1120 Alsmarc och 1300 Alboheret. Den ursprungliga efterleden var mark, 'gränsskog, gränsmark', men Alsmark har ersatts av en inbyggarbeteckning, alboar. Förleden innehåller troligen genitiv av trädslaget al men även en kognat till gotiskans alhs, 'tempel', har föreslagits..

## Häradsvapen
Häradsvapnet fastställdes av Kungl. Maj:t den 4 april 1952: "I blått fält en stolpvis ställd bila med huvud av silver och med skaft av guld, vilket är lagt över tre stolpvis ordnade, bjälkvis ställda ålar med röda fenor".
Yxan i vapnet kommer möjligen av att det fanns en yxkult i Sankt Olofs socken under forntiden och ålarna symboliserar ålfisket i trakten.

## Geografi
Området genomkorsas i nordväst-sydostlig riktning av Linderödsåsen  Största tätorter idag är Kivik och Brösarp.

## Socknar
I häradet ingick följande socknar:
I Simrishamns kommun
- Ravlunda
- Sankt Olof
- Rörum
- Södra Mellby
- Vitaby

I Tomelilla kommun
- Fågeltofta
- Eljaröd
- Andrarum
- Brösarp

## Län, fögderier, tingslag, domsagor och tingsrätter
Häradet hörde mellan 1621 och 1996 till Kristianstads län. Från 1997 ingår området i Skåne län.  Församlingarna tillhörde Lunds stift
Häradets socknar hörde till följande fögderier:
- 1720-1917 Villands, Gärds och Albo fögderi
- 1918-1966 Tollarps fögderi
- 1967-1990 Simrishamns fögderi,

Häradets socknar tillhörde följande tingslag, domsagor och tingsrätter:
- 1682-1891 Albo tingslag i
  - 1682-1860 Gärds, Albo och Villands häraders domsaga
  - 1861-1891 Gärds och Albo häraders domsaga
- 1892-1966 Gärds och Albo domsagas tingslag i Gärds och Albo domsaga
- 1967-1970 Ingelstads och Järrestads domsagas tingslag i Ingelstads och Järrestads domsaga

- 1971-2001 Simrishamns tingsrätt med domsaga
- 2001- Ystads domsaga